# Imigração mexicana nos Estados Unidos
A imigração mexicana nos Estados Unidos foi intensa.
Em julho de 2016, os americanos de ascendência mexicana (inteira ou parcial), compreendiam 11,22% da população total dos Estados Unidos, em números absolutos 36,3 milhões de americanos.
A diáspora mexicana nos Estados Unidos é quase um quarto maior que a população do atual México.

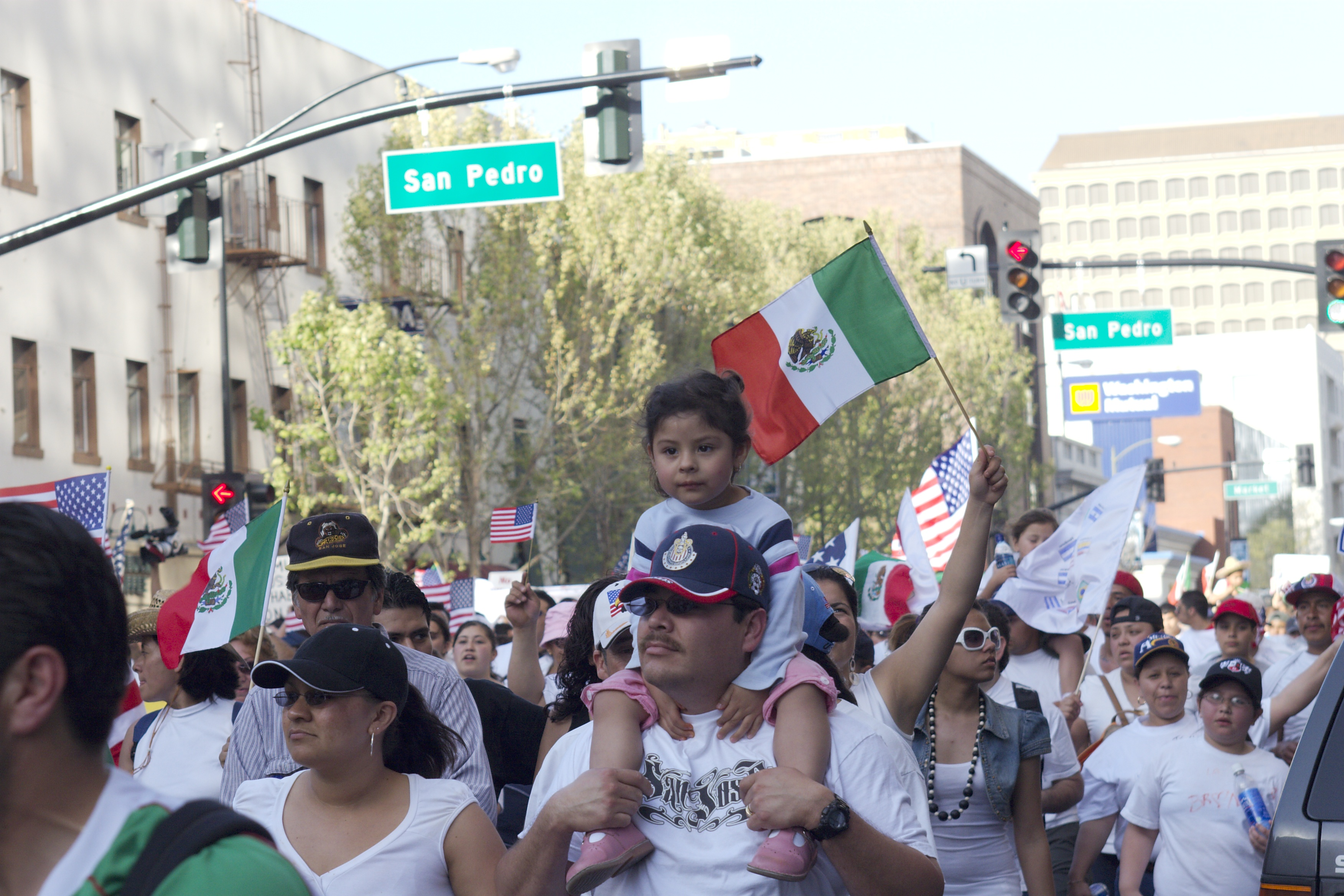
Manifestantes mexicanos, no dia 1 de maio em San José, Califórnia.

Os mexicanos e seus descendentes estão espalhados por todo o território norte-americano e têm participação ativa na sociedade local. A comunidade mexicana é a população hispano-falante mais numerosa dos Estados Unidos.[carece de fontes?]

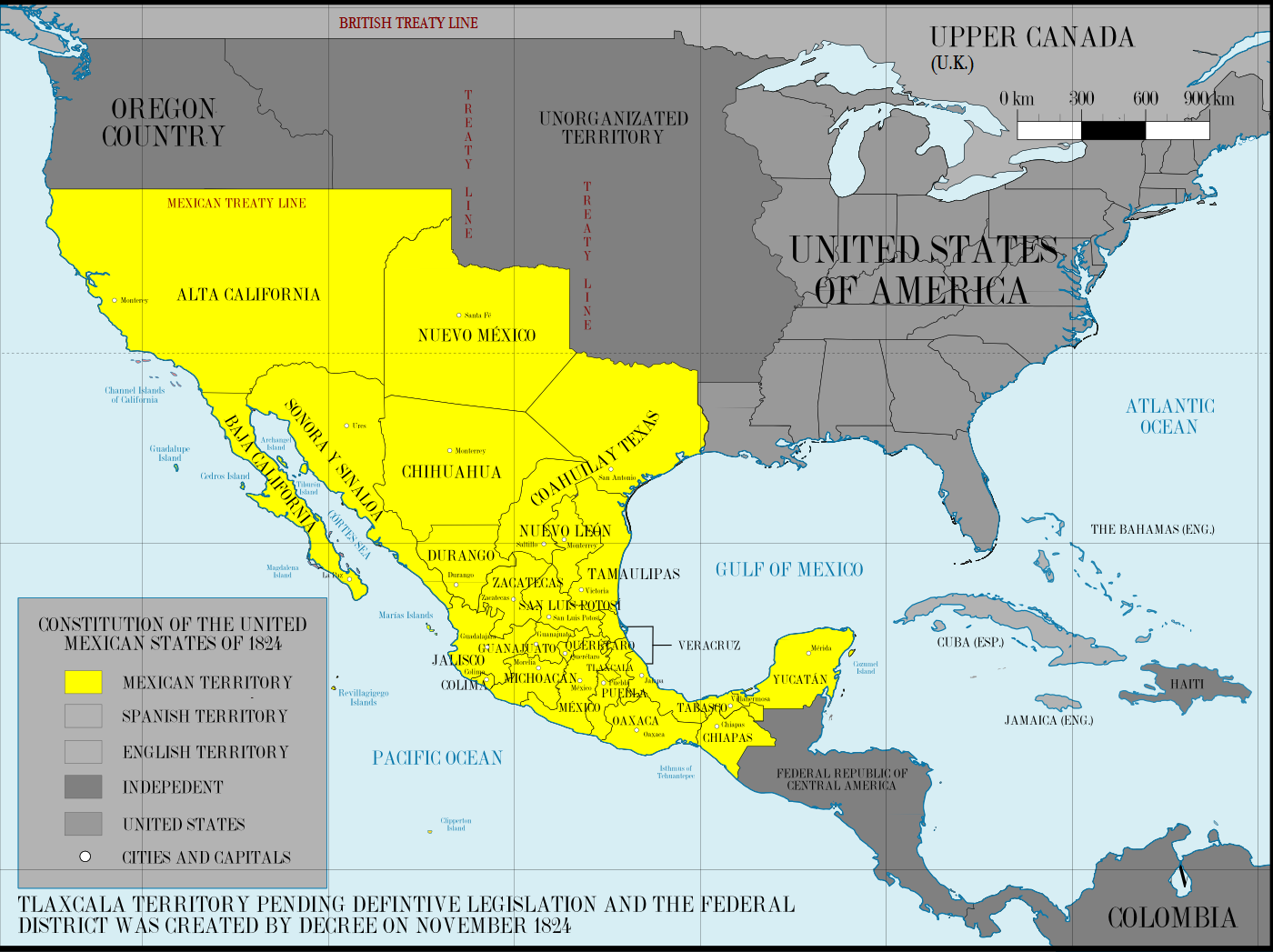
O Mexico em 1824. A maior parte do que hoje é o oeste dos Estados Unidos pertenceu ao Mexico